# Salyer (Californie)
Salyer est une census-designated place du comté de Trinity, dans l'État de Californie, aux États-Unis,. En 2020, elle compte une population de 389 habitants.